# 핀과 제이크의 어드벤처 타임의 에피소드 목록
아래는 카툰 네트워크의 애니메이션인 《핀과 제이크의 어드벤처 타임》의 에피소드 목록이다.
펜들턴 워드가 기획하고 프레드레이터 스튜디오와 카툰 네트워크 스튜디오에서 공동 제작한 이 작품은 인간 소년 핀(제러미 셰이다)과 핀의 절친이자 의형제인 강아지 제이크(존 디마지오)의 모험을 다루고 있다. 2007년 닉툰스의 단편 애니메이션 소개 프로그램 《랜덤! 카툰스》를 통해 방영한 파일럿이 큰 인기를 얻었고, 이후 카툰 네트워크를 통해 2007년 11월 11일 첫 정식 방영이 이루어졌다. 이후 8년간 총 10개의 시즌이 방영되었으며 2017년 11월 11일 종영하였다. 종영 이후 맥스를 통해 두 편의 스핀오프 시리즈인 《어드벤처 타임: 머나먼 땅》(2020~21)과 《어드벤처 타임: 피오나와 케이크》(2023)가 공개되었다.
《어드벤처 타임》의 에피소드는 약 11분의 길이로 구성된다. 가끔씩 에피소드 두 편을 묶어서 30분 분량의 프로그램 슬롯을 맞추기 위해 방송되기도 한다. 초기 다섯 시즌은 매주 월요일 저녁에 방영되었으며, 여섯 번째 시즌 〈Breezy〉 이후부터는 방영 요일과 시간대가 자주 변경되었다. 《어드벤처 타임》은 최대 시청자 수 7,241,113명을 기록하는 등 큰 성공을 거두었으며, 단단한 팬층을 형성함과 동시에 많은 비평가들로부터 좋은 평가를 받았다. 미국에서 DVD 세트는 전 시즌이 발매되었으며, 블루레이 세트는 여섯 번째 시즌까지 발매되었다. 블루레이 전 시즌은 미국에서만 발매되었다.

## 시리즈 개요
| 시즌 | 시즌   | 회수   | 방송 날짜        | 방송 날짜        |
| 시즌 | 시즌   | 회수   | 시즌 시작        | 시즌 종료        |
| ---- | ------ | ------ | ---------------- | ---------------- |
|      | 파일럿 | 파일럿 | 2007년 1월 11일  | 2007년 1월 11일  |
|      | 1      | 26     | 2010년 4월 5일   | 2010년 9월 27일  |
|      | 2      | 26     | 2010년 10월 11일 | 2011년 5월 9일   |
|      | 3      | 26     | 2011년 7월 11일  | 2012년 2월 13일  |
|      | 4      | 26     | 2012년 4월 2일   | 2012년 10월 22일 |
|      | 5      | 52     | 2012년 11월 12일 | 2014년 3월 17일  |
|      | 6      | 43     | 2014년 4월 21일  | 2015년 6월 5일   |
|      | 7      | 26     | 2015년 11월 2일  | 2016년 3월 19일  |
|      | 8      | 27     | 2016년 3월 26일  | 2017년 2월 2일   |
|      | 9      | 14     | 2017년 4월 21일  | 2017년 7월 21일  |
|      | 10     | 16     | 2017년 9월 17일  | 2018년 9월 3일   |
|      | 단편   | 단편   | 2012년 7월 10일  | 2016년 9월 2일   |
|      | 특별   | 특별   | 2018년 7월 20일  | 2018년 7월 20일  |

## 에피소드 목록

### 파일럿 (2008)
| 제목                                                                                             | 감독                                        | 작가        | 본 방송 날짜    |
| ------------------------------------------------------------------------------------------------ | ------------------------------------------- | ----------- | --------------- |
| "Adventure Time" "어드벤처 타임"                                                                 | 래리 라이클리터, 휴고 모랄레스, 펜들턴 워드 | 펜들턴 워드 | 2007년 1월 11일 |
| 펜(Pen, 정식판에서 핀으로 이름이 바뀜)과 제이크가 얼음 대왕으로부터 버블검 공주를 구하려고 한다. |                                             |             |                 |

### 시즌 1 (2010)
| 전체 번호 | 시즌 번호 | 제목 한국어판 제목                                | 감독                            | 작가                                  | 본 방송 날짜    | 한국 방송 날짜  | 제작 번호 | 시청자 수 (100만) |
| --------- | --------- | ------------------------------------------------- | ------------------------------- | ------------------------------------- | --------------- | --------------- | --------- | ----------------- |
| 1         | 1         | "Slumber Party Panic" "공포의 잠옷파티"           | 래리 레이클리터d 패트릭 맥헤일c | 엘리자베스 이토, 애덤 무토            | 2010년 4월 5일  | 2011년 4월 8일  | 692-009   | 2.50              |
| 2         | 2         | "Trouble in Lumpy Space" "울룩불룩 해독제"        | 래리 레이클리터d 패트릭 맥헤일c | 엘리자베스 이토, 애덤 무토            | 2010년 4월 5일  | 2011년 4월 8일  | 692-015   | 2.50              |
| 3         | 3         | "Prisoners of Love" "사랑의 포로"                 | 래리 레이클리터d 패트릭 맥헤일c | 애덤 무토, 펜들턴 워드                | 2010년 4월 12일 | 2011년 4월 15일 | 692-005   | 1.85              |
| 4         | 4         | "Tree Trunks" "코가손 할머니의 모험"              | 래리 레이클리터d 패트릭 맥헤일c | 숀 히메네스, 윤대주                   | 2010년 4월 12일 | 2011년 4월 15일 | 692-016   | 1.85              |
| 5         | 5         | "The Enchiridion!" "영웅의 교과서 엔카이리디언"   | 래리 레이클리터d 패트릭 맥헤일c | 패트릭 맥헤일, 애덤 무토, 펜들턴 워드 | 2010년 4월 19일 | 2011년 4월 8일  | 692-001   | 2.10              |
| 6         | 6         | "The Jiggler" "휘파람 지글러"                     | 래리 레이클리터d 패트릭 맥헤일c | 루서 매클로린, 아르멘 미르자이안      | 2010년 4월 19일 | 2011년 4월 8일  | 692-011   | 2.10              |
| 7         | 7         | "Ricardio the Heart Guy" "돌아와, 리카르디오"     | 래리 레이클리터d 패트릭 맥헤일c | 숀 히메네스, 윤대주                   | 2010년 4월 26일 | 2011년 4월 22일 | 692-007   | 1.91              |
| 8         | 8         | "Business Time" "맡겨만 주십시오!"                | 래리 레이클리터d 패트릭 맥헤일c | 루서 매클로린, 아르멘 미르자이안      | 2010년 4월 26일 | 2011년 4월 22일 | 692-014   | 1.91              |
| 9         | 9         | "My Two Favorite People" "내가 좋아하는 두 사람"  | 래리 레이클리터d 패트릭 맥헤일c | 켄트 오즈번, 펜들턴 워드              | 2010년 5월 3일  | 2011년 4월 29일 | 692-004   | 1.65              |
| 10        | 10        | "Memories of Boom Boom Mountain" "영웅이 된 사연" | 래리 레이클리터d 패트릭 맥헤일c | 숀 히메네스, 윤대주                   | 2010년 5월 3일  | 2011년 4월 29일 | 692-010   | 1.65              |
| 11        | 11        | "Wizard" "최고의 마법사"                          | 래리 레이클리터d 패트릭 맥헤일c | 피터 브라운가트, 애덤 무토, 윤대주    | 2010년 5월 10일 | 2011년 5월 6일  | 692-020   | 1.82              |
| 12        | 12        | "Evicted!" "뱀파이어 마르셀린"                    | 래리 레이클리터d 패트릭 맥헤일c | 숀 히메네스, 윤대주                   | 2010년 5월 17일 | 2011년 5월 6일  | 692-003   | 1.88              |
| 13        | 13        | "City of Thieves" "도둑 마을"                     | 래리 레이클리터d 패트릭 맥헤일c | 숀 히메네스, 윤대주                   | 2010년 5월 24일 | 2011년 5월 13일 | 692-012   | 1.83              |
| 14        | 14        | "The Witch's Garden" "마녀의 정원"                | 래리 레이클리터d 패트릭 맥헤일c | 애덤 무토, 켄트 오즈번, 니키 양       | 2010년 6월 7일  | 2011년 5월 13일 | 692-022   | 1.81              |
| 15        | 15        | "What Is Life?" "파던 로봇"                       | 래리 레이클리터d 패트릭 맥헤일c | 루서 매클로린, 아르멘 미르자이안      | 2010년 6월 14일 | 2011년 5월 20일 | 692-017   | 1.64              |
| 16        | 16        | "Ocean of Fear" "바다 공포증"                     | 래리 레이클리터d 패트릭 맥헤일c | J. G. 퀸텔, 콜 산체스                 | 2010년 6월 21일 | 2011년 5월 20일 | 692-025   | 2.00              |
| 17        | 17        | "When Wedding Bells Thaw" "얼음대왕의 결혼"       | 래리 레이클리터d 패트릭 맥헤일c | 켄트 오즈번, 니키 양                  | 2010년 6월 28일 | 2011년 5월 27일 | 692-013   | 1.92              |
| 18        | 18        | "Dungeon" "지하 감옥"                             | 래리 레이클리터d 패트릭 맥헤일c | 엘리자베스 이토, 애덤 무토            | 2010년 7월 12일 | 2011년 6월 3일  | 692-023   | 2.48              |
| 19        | 19        | "The Duke" "땅콩 공작의 비밀"                     | 래리 레이클리터d 패트릭 맥헤일c | 엘리자베스 이토, 애덤 무토            | 2010년 7월 19일 | 2011년 6월 3일  | 692-019   | 1.84              |
| 20        | 20        | "Freak City" "마법요정의 교훈"                    | 래리 레이클리터d 패트릭 맥헤일c | 톰 허피치, 펜들턴 워드                | 2010년 7월 26일 | 2011년 5월 27일 | 692-008   | 2.03              |
| 21        | 21        | "Donny" "잔디 괴물 도니"                          | 래리 레이클리터d 패트릭 맥헤일c | 애덤 무토, 켄트 오즈번, 니키 양       | 2010년 8월 9일  | 2011년 6월 3일  | 692-018   | 정보 없음         |
| 22        | 22        | "Henchman" "마르셀린의 몸종"                      | 래리 레이클리터d 패트릭 맥헤일c | 루서 매클로린, 콜 산체스              | 2010년 8월 23일 | 2011년 6월 3일  | 692-021   | 2.17              |
| 23        | 23        | "Rainy Day Daydream" "상상놀이"                   | 래리 레이클리터d 패트릭 맥헤일c | 펜들턴 워드                           | 2010년 9월 6일  | 2011년 6월 10일 | 692-002   | 2.17              |
| 24        | 24        | "What Have You Done?" "무슨 짓을 한 거야?"        | 래리 레이클리터d 패트릭 맥헤일c | 엘리자베스 이토, 애덤 무토            | 2010년 9월 13일 | 2011년 6월 10일 | 692-006   | 1.89              |
| 25        | 25        | "His Hero" "전설적인 영웅 빌리"                   | 래리 레이클리터d 패트릭 맥헤일c | 애덤 무토, 켄트 오즈번, 니키 양       | 2010년 9월 20일 | 2011년 6월 17일 | 692-026   | 1.83              |
| 26        | 26        | "Gut Grinder" "황금 도둑"                         | 래리 레이클리터d 패트릭 맥헤일c | 아코 카스투에라, 윤대주               | 2010년 9월 27일 | 2011년 6월 17일 | 692-024   | 1.77              |

### 시즌 2 (2010~11)
| 전체 번호 | 시즌 번호 | 제목 한국어판 제목                             | 감독                                       | 작가                           | 본 방송 날짜     | 한국 방송 날짜   | 제작 번호 | 시청자 수 (100만) |
| --------- | --------- | ---------------------------------------------- | ------------------------------------------ | ------------------------------ | ---------------- | ---------------- | --------- | ----------------- |
| 27        | 1         | "It Came from the Nightosphere" "아빠와 딸"    | 래리 레이클리터d 패트릭 맥헤일c            | 애덤 무토, 리베카 슈거         | 2010년 10월 11일 | 2011년 9월 16일  | 1002-029  | 2.001             |
| 28        | 2         | "The Eyes" "지켜보는 눈"                       | 래리 레이클리터d 패트릭 맥헤일, 콜 산체스c | 켄트 오즈번, 솜빌레이 제이어폰 | 2010년 10월 18일 | 2011년 9월 16일  | 1002-031  | 2.264             |
| 29        | 3         | "Loyalty to the King" "충성의 맹세"            | 래리 레이클리터d 패트릭 맥헤일c            | 켄트 오즈번, 솜빌레이 제이어폰 | 2010년 10월 25일 | 2011년 9월 16일  | 1002-027  | 2.541             |
| 30        | 4         | "Blood Under the Skin" "전설 속 갑옷을 찾아서" | 래리 레이클리터d 패트릭 맥헤일c            | 벤턴 코너, 콜 산체스           | 2010년 11월 1일  | 2011년 9월 16일  | 1002-028  | 1.952             |
| 31        | 5         | "Storytelling" "이야기꾼"                      | 래리 레이클리터d 패트릭 맥헤일, 콜 산체스c | 아코 카스투에라, 톰 허피치     | 2010년 11월 8일  | 2011년 9월 23일  | 1002-030  | 2.148             |
| 32        | 6         | "Slow Love" "느림보 사랑"                      | 래리 레이클리터d 패트릭 맥헤일, 콜 산체스c | 벤턴 코너, 콜 산체스           | 2010년 11월 15일 | 2011년 9월 23일  | 1002-032  | 2.090             |
| 33        | 7         | "Power Animal" "멈추지 않는 에너지"            | 래리 레이클리터d 패트릭 맥헤일, 콜 산체스c | 애덤 무토, 리베카 슈거         | 2010년 11월 22일 | 2011년 9월 23일  | 1002-033  | 2.228             |
| 34        | 8         | "Crystals Have Power" "크리스탈의 힘"          | 래리 레이클리터d 패트릭 맥헤일, 콜 산체스c | 제시 모이니핸, 콜 산체스       | 2010년 11월 29일 | 2011년 9월 23일  | 1002-036  | 2.002             |
| 35        | 9         | "The Other Tarts" "왕실 타르트"                | 래리 레이클리터d 패트릭 맥헤일, 콜 산체스c | 아코 카스투에라, 톰 허피치     | 2011년 1월 3일   | 2011년 9월 30일  | 1002-038  | 정보 없음         |
| 36        | 10        | "To Cut a Woman's Hair" "여인의 머리칼"        | 래리 레이클리터d 패트릭 맥헤일, 콜 산체스c | 켄트 오즈번, 솜빌레이 제이어폰 | 2011년 1월 10일  | 2011년 9월 30일  | 1002-035  | 1.886             |
| 37        | 11        | "The Chamber of Frozen Blades" "닌자의 방"     | 래리 레이클리터d 패트릭 맥헤일, 콜 산체스c | 애덤 무토, 리베카 슈거         | 2011년 1월 17일  | 2011년 9월 30일  | 1002-037  | 정보 없음         |
| 38        | 12        | "Her Parents" "무지개콘의 부모님"              | 래리 레이클리터d 패트릭 맥헤일, 콜 산체스c | 아코 카스투에라, 톰 허피치     | 2011년 1월 24일  | 2011년 9월 30일  | 1002-034  | 2.177             |
| 39        | 13        | "The Pods" "마법 콩 세 알"                     | 래리 레이클리터d 패트릭 맥헤일, 콜 산체스c | 켄트 오즈번, 솜빌레이 제이어폰 | 2011년 1월 31일  | 2011년 10월 7일  | 1002-039  | 1.944             |
| 40        | 14        | "The Silent King" "손 하나 까딱하지 않는 왕"   | 래리 레이클리터d 패트릭 맥헤일, 콜 산체스c | 제시 모이니핸, 콜 산체스       | 2011년 2월 7일   | 2011년 10월 7일  | 1002-040  | 정보 없음         |
| 41        | 15        | "The Real You" "진짜 모습 그대로"              | 래리 레이클리터d 패트릭 맥헤일, 콜 산체스c | 애덤 무토, 리베카 슈거         | 2011년 2월 14일  | 2011년 10월 7일  | 1002-041  | 1.825             |
| 42        | 16        | "Guardians of Sunshine" "게임 속으로"          | 래리 레이클리터d 패트릭 맥헤일, 콜 산체스c | 아코 카스투에라, 톰 허피치     | 2011년 2월 21일  | 2011년 10월 7일  | 1002-042  | 1.729             |
| 43        | 17        | "Death in Bloom" "공주 식물을 구하라"          | 래리 레이클리터d 패트릭 맥헤일, 콜 산체스c | 제시 모이니핸, 콜 산체스       | 2011년 2월 28일  | 2011년 10월 14일 | 1002-044  | 1.981             |
| 44        | 18        | "Susan Strong" "힘센 수잔"                     | 래리 레이클리터d 패트릭 맥헤일, 콜 산체스c | 애덤 무토, 리베카 슈거         | 2011년 3월 7일   | 2011년 10월 14일 | 1002-045  | 2.378             |
| 45        | 19        | "Mystery Train" "이상한 기차"                  | 래리 레이클리터d 패트릭 맥헤일, 콜 산체스c | 켄트 오즈번, 솜빌레이 제이어폰 | 2011년 3월 14일  | 2011년 10월 14일 | 1002-043  | 1.958             |
| 46        | 20        | "Go with Me" "나랑 영화 보러 갈래?"            | 래리 레이클리터d 패트릭 맥헤일, 콜 산체스c | 아코 카스투에라, 톰 허피치     | 2011년 3월 28일  | 2011년 10월 14일 | 1002-046  | 1.270             |
| 47        | 21        | "Belly of the Beast" "괴물의 뱃속"             | 래리 레이클리터d 패트릭 맥헤일, 콜 산체스c | 켄트 오즈번, 솜빌레이 제이어폰 | 2011년 4월 4일   | 2011년 10월 31일 | 1002-047  | 1.640             |
| 48        | 22        | "The Limit" "미로 찾기"                        | 래리 레이클리터d 패트릭 맥헤일, 콜 산체스c | 제시 모이니핸, 콜 산체스       | 2011년 4월 11일  | 2011년 10월 31일 | 1002-048  | 1.693             |
| 49        | 23        | "Video Makers" "레디, 액션!"                   | 래리 레이클리터d 패트릭 맥헤일, 콜 산체스c | 켄트 오즈번, 솜빌레이 제이어폰 | 2011년 4월 18일  | 2011년 10월 31일 | 1002-051  | 1.733             |
| 50        | 24        | "Mortal Folly" "악당 리치의 귀환"              | 래리 레이클리터d 패트릭 맥헤일, 콜 산체스c | 애덤 무토, 리베카 슈거         | 2011년 5월 2일   | 2011년 10월 31일 | 1002-049  | 1.920             |
| 51        | 25        | "Mortal Recoil" "되살아난 버블검"              | 래리 레이클리터d 패트릭 맥헤일, 콜 산체스c | 제시 모이니핸, 콜 산체스       | 2011년 5월 2일   | 2011년 10월 31일 | 1002-052  | 1.920             |
| 52        | 26        | "Heat Signature" "뱀파이어 되기"               | 래리 레이클리터d 패트릭 맥헤일, 콜 산체스c | 아코 카스투에라, 톰 허피치     | 2011년 5월 9일   | 2011년 10월 31일 | 1002-050  | 1.975             |

### 시즌 3 (2011~12)
| 전체 번호 | 시즌 번호 | 제목 한국어판 제목                          | 감독                         | 작가                                    | 본 방송 날짜     | 한국 방송 날짜   | 제작 번호 | 시청자 수 (100만) |
| --------- | --------- | ------------------------------------------- | ---------------------------- | --------------------------------------- | ---------------- | ---------------- | --------- | ----------------- |
| 53        | 1         | "Conquest of Cuteness" "치명적인 귀여움"    | 래리 레이클리터d 콜 산체스c  | 아코 카스투에라, 톰 허피치              | 2011년 7월 11일  | 2012년 10월 10일 | 1008-053  | 2.686             |
| 54        | 2         | "Morituri Te Salutamus" "죽은 자들의 전투"  | 래리 레이클리터d 콜 산체스c  | 애덤 무토, 리베카 슈거                  | 2011년 7월 18일  | 2012년 10월 10일 | 1008-054  | 1.784             |
| 55        | 3         | "Memory of a Memory" "기억에 대한 기억"     | 래리 레이클리터d 콜 산체스c  | 아코 카스투에라, 톰 허피치              | 2011년 7월 25일  | 2012년 10월 10일 | 1008-057  | 2.255             |
| 56        | 4         | "Hitman" "살인청부업자"                     | 래리 레이클리터d 콜 산체스c  | 제시 모이니핸, 윤대주                   | 2011년 8월 1일   | 2012년 10월 10일 | 1008-055  | 2.273             |
| 57        | 5         | "Too Young" "너무 어린 나이"                | 래리 레이클리터d 콜 산체스c  | 톰 허피치, 제시 모이니핸                | 2011년 8월 8일   | 2012년 10월 11일 | 1008-059  | 2.089             |
| 58        | 6         | "The Monster" "괴물이 나타났다"             | 래리 레이클리터d 콜 산체스c  | 켄트 오즈번, 솜빌레이 제이어폰          | 2011년 8월 15일  | 2012년 10월 11일 | 1008-056  | 2.242             |
| 59        | 7         | "Still" "얼음대왕과 친해지기"               | 래리 레이클리터d 콜 산체스c  | 켄트 오즈번, 솜빌레이 제이어폰          | 2011년 8월 22일  | 2012년 10월 17일 | 1008-060  | 2.292             |
| 60        | 8         | "Wizard Battle" "마법사 경연대회"           | 래리 레이클리터d 콜 산체스c  | 아코 카스투에라, 제시 모이니핸          | 2011년 8월 29일  | 2012년 10월 17일 | 1008-061  | 2.302             |
| 61        | 9         | "Fionna and Cake" "피오나와 케이크"         | 래리 레이클리터d 콜 산체스c  | 애덤 무토, 리베카 슈거                  | 2011년 9월 5일   | 2012년 10월 11일 | 1008-058  | 3.315             |
| 62        | 10        | "What Was Missing" "가장 소중한 것"         | 래리 레이클리터d 콜 산체스c  | 애덤 무토, 리베카 슈거                  | 2011년 9월 26일  | 2012년 10월 17일 | 1008-062  | 2.185             |
| 63        | 11        | "Apple Thief" "사과 도둑"                   | 래리 레이클리터d 콜 산체스c  | 톰 허피치, 윤대주                       | 2011년 10월 3일  | 2012년 10월 17일 | 1008-067  | 1.996             |
| 64        | 12        | "The Creeps" "위헙한 초대"                  | 래리 레이클리터d 콜 산체스c  | 아코 카스투에라, 제시 모이니핸          | 2011년 10월 17일 | 2012년 10월 18일 | 1008-070  | 2.025             |
| 65        | 13        | "From Bad to Worse" "설상가상"              | 래리 레이클리터d 콜 산체스c  | 켄트 오즈번, 솜빌레이 제이어폰          | 2011년 10월 24일 | 2012년 10월 18일 | 1008-064  | 2.216             |
| 66        | 14        | "Beautopia" "뷰토피아"                      | 래리 레이클리터d 콜 산체스c  | 애덤 무토, 리베카 슈거                  | 2011년 11월 7일  | 2012년 10월 18일 | 1008-065  | 1.922             |
| 67        | 15        | "No One Can Hear You" "사슴의 저주"         | 래리 레이클리터d 콜 산체스c  | 아코 카스투에라, 제시 모이니핸          | 2011년 11월 14일 | 2012년 10월 18일 | 1008-066  | 2.483             |
| 68        | 16        | "Jake vs. Me-Mow" "자객 미마우"             | 래리 레이클리터d 콜 산체스c  | 애덤 무토, 리베카 슈거                  | 2011년 11월 21일 | 2012년 10월 24일 | 1008-071  | 2.263             |
| 69        | 17        | "Thank You" "설인의 사랑"                   | 래리 레이클리터d 콜 산체스c  | 톰 허피치                               | 2011년 11월 23일 | 2012년 10월 11일 | 1008-063  | 2.332             |
| 70        | 18        | "The New Frontier" "죽지 마, 제이크"        | 래리 레이클리터d 콜 산체스c  | 톰 허피치, 윤대주                       | 2011년 11월 28일 | 2012년 10월 24일 | 1008-072  | 2.387             |
| 71        | 19        | "Holly Jolly Secrets" "비디오테이프의 비밀" | 래리 레이클리터d             | 켄트 오즈번, 솜빌레이 제이어폰          | 2011년 12월 5일  | 2012년 10월 24일 | 1008-068  | 2.513             |
| 72        | 20        | "Holly Jolly Secrets" "비디오테이프의 비밀" | 래리 레이클리터d             | 켄트 오즈번, 솜빌레이 제이어폰          | 2011년 12월 5일  | 2012년 10월 24일 | 1008-069  | 2.513             |
| 73        | 21        | "Marceline's Closet" "마르셀린의 옷장"      | 래리 레이클리터d 애덤 무토c  | 아코 카스투에라, 제시 모이니핸          | 2011년 12월 12일 | 2012년 10월 25일 | 1008-073  | 2.504             |
| 74        | 22        | "Paper Pete" "도서관의 수호자들"            | 래리 레이클리터d 애덤 무토c  | 켄트 오즈번, 솜빌레이 제이어폰          | 2012년 1월 16일  | 2012년 10월 25일 | 1008-075  | 정보 없음         |
| 75        | 23        | "Another Way" "내 방식대로"                 | 래리 레이클리터d 애덤 무토c  | 톰 허피치, 윤대주                       | 2012년 1월 23일  | 2012년 10월 25일 | 1008-076  | 정보 없음         |
| 76        | 24        | "Ghost Princess" "유령 공주"                | 래리 레이클리터d 네이트 캐시 | 아코 카스투에라, 제시 모이니핸          | 2012년 1월 30일  | 2012년 10월 31일 | 1008-077  | 정보 없음         |
| 77        | 25        | "Dad's Dungeon" "아빠의 지하 감옥"          | 래리 레이클리터d             | 나타샤 알레그리, 애덤 무토, 펜들턴 워드 | 2012년 2월 6일   | 2012년 10월 31일 | 1008-078  | 2.596             |
| 78        | 26        | "Incendium" "불꽃같은 사랑"                 | 래리 레이클리터d 애덤 무토c  | 애덤 무토, 리베카 슈거                  | 2012년 2월 13일  | 2012년 10월 25일 | 1008-074  | 정보 없음         |

### 시즌 4 (2012)
| 전체 번호 | 시즌 번호 | 제목 한국어판 제목                           | 감독                          | 작가                                       | 본 방송 날짜     | 한국 방송 날짜   | 제작 번호 | 시청자 수 (100만) |
| --------- | --------- | -------------------------------------------- | ----------------------------- | ------------------------------------------ | ---------------- | ---------------- | --------- | ----------------- |
| 79        | 1         | "Hot to the Touch" "뜨거운 손길"             | 래리 레이클리터d 애덤 무토c   | 콜 산체스, 리베카 슈거                     | 2012년 4월 2일   | 2012년 11월 1일  | 1008-082  | 2.66              |
| 80        | 2         | "Five Short Graybles" "다섯 가지 이야기"     | 래리 레이클리터d 네이트 캐시c | 톰 허피치, 스카일러 페이지, 콜 산체스      | 2012년 4월 9일   | 2012년 10월 31일 | 1008-079  | 정보 없음         |
| 81        | 3         | "Web Weirdos" "별난 거미 부부"               | 래리 레이클리터d 네이트 캐시c | 아코 카스투에라, 제시 모이니핸             | 2012년 4월 16일  | 2012년 11월 1일  | 1008-081  | 정보 없음         |
| 82        | 4         | "Dream of Love" "꿈같은 사랑"                | 래리 레이클리터d 애덤 무토c   | 솜빌레이 제이어폰, 윤대주                  | 2012년 4월 23일  | 2012년 10월 31일 | 1008-080  | 정보 없음         |
| 83        | 5         | "Return to the Nightosphere" "밤의 영역으로" | 래리 레이클리터d 네이트 캐시c | 아코 카스투에라, 제시 모이니핸             | 2012년 4월 30일  | 2012년 11월 7일  | 1008-085  | 정보 없음         |
| 84        | 6         | "Daddy's Little Monster" "아빠의 작은 괴물"  | 래리 레이클리터d 애덤 무토c   | 콜 산체스, 리베카 슈거                     | 2012년 4월 30일  | 2012년 11월 7일  | 1008-086  | 정보 없음         |
| 85        | 7         | "In Your Footsteps" "흉내쟁이 곰"            | 래리 레이클리터d 네이트 캐시c | 톰 허피치, 스카일러 페이지                 | 2012년 5월 7일   | 2012년 11월 1일  | 1008-083  | 정보 없음         |
| 86        | 8         | "Hug Wolf" "포옹 늑대"                       | 래리 레이클리터d 애덤 무토c   | 솜빌레이 제이어폰, 윤대주                  | 2012년 5월 14일  | 2012년 11월 1일  | 1008-084  | 정보 없음         |
| 87        | 9         | "Princess Monster Wife" "괴물 신부"          | 래리 레이클리터d 애덤 무토c   | 솜빌레이 제이어폰, 윤대주                  | 2012년 5월 28일  | 2012년 11월 7일  | 1008-088  | 정보 없음         |
| 88        | 10        | "Goliad" "골리아드"                          | 래리 레이클리터d 네이트 캐시c | 톰 허피치, 스카일러 페이지                 | 2012년 6월 4일   | 2012년 11월 7일  | 1008-087  | 정보 없음         |
| 89        | 11        | "Beyond This Earthly Realm" "영혼의 세계"    | 래리 레이클리터d 네이트 캐시c | 아코 카스투에라, 제시 모이니핸             | 2012년 6월 11일  | 2012년 11월 8일  | 1008-089  | 정보 없음         |
| 90        | 12        | "Gotcha!" "넘어왔다!"                        | 래리 레이클리터d 애덤 무토c   | 콜 산체스, 리베카 슈거                     | 2012년 6월 18일  | 2012년 11월 8일  | 1008-090  | 2.39              |
| 91        | 13        | "Princess Cookie" "쿠키 공주"                | 래리 레이클리터d 네이트 캐시c | 톰 허피치, 스카일러 페이지                 | 2012년 6월 25일  | 2012년 11월 8일  | 1008-091  | 정보 없음         |
| 92        | 14        | "Card Wars" "카드 전쟁"                      | 래리 레이클리터d 애덤 무토c   | 솜빌레이 제이어폰, 윤대주                  | 2012년 7월 16일  | 2012년 11월 8일  | 1008-092  | 정보 없음         |
| 93        | 15        | "Sons of Mars" "화성의 자손"                 | 래리 레이클리터d 네이트 캐시c | 아코 카스투에라, 제시 모이니핸             | 2012년 7월 23일  | 2012년 11월 14일 | 1008-093  | 정보 없음         |
| 94        | 16        | "Burning Low" "금지된 사랑"                  | 래리 레이클리터d 애덤 무토c   | 콜 산체스, 리베카 슈거                     | 2012년 7월 30일  | 2012년 11월 14일 | 1008-094  | 3.50              |
| 95        | 17        | "BMO Noire" "명탐정 비모"                    | 래리 레이클리터d 네이트 캐시c | 톰 허피치, 스카일러 페이지                 | 2012년 8월 6일   | 2012년 11월 14일 | 1008-095  | 정보 없음         |
| 96        | 18        | "King Worm" "왕벌레와 꿈"                    | 래리 레이클리터d 애덤 무토c   | 스티브 울프하드, 솜빌레이 제이어폰, 윤대주 | 2012년 8월 13일  | 2012년 11월 14일 | 1008-096  | 정보 없음         |
| 97        | 19        | "Lady, Peebles" "무지개콘과 버블검"          | 래리 레이클리터d 애덤 무토c   | 콜 산체스, 리베카 슈거                     | 2012년 8월 20일  | 2012년 11월 15일 | 1008-098  | 2.75              |
| 98        | 20        | "You Made Me" "네가 날 만들었잖아"           | 래리 레이클리터d 네이트 캐시c | 톰 허피치, 제시 모이니핸                   | 2012년 8월 27일  | 2012년 11월 15일 | 1008-099  | 정보 없음         |
| 99        | 21        | "Who Would Win" "과연 누가 이길까"           | 래리 레이클리터d 네이트 캐시c | 아코 카스투에라, 제시 모이니핸             | 2012년 9월 3일   | 2012년 11월 15일 | 1008-097  | 정보 없음         |
| 100       | 22        | "Ignition Point" "암살 음모"                 | 래리 레이클리터d 애덤 무토c   | 솜빌레이 제이어폰, 윤대주                  | 2012년 9월 17일  | 2012년 11월 21일 | 1008-101  | 2.26              |
| 101       | 23        | "The Hard Easy" "쉽지 않은 일"               | 래리 레이클리터d 네이트 캐시c | 톰 허피치, 스카일러 페이지                 | 2012년 10월 1일  | 2012년 11월 15일 | 1008-100  | 2.64              |
| 102       | 24        | "Reign of Gunters" "정복자 건터"             | 래리 레이클리터d 네이트 캐시c | 아코 카스투에라, 제시 모이니핸             | 2012년 10월 8일  | 2012년 11월 21일 | 1008-102  | 1.85              |
| 103       | 25        | "I Remember You" "널 기억 못 할 때"          | 래리 레이클리터d 애덤 무토c   | 콜 산체스, 리베카 슈거                     | 2012년 10월 15일 | 2012년 11월 21일 | 1008-103  | 2.54              |
| 104       | 26        | "The Lich" "돌아온 리치"                     | 래리 레이클리터d 네이트 캐시c | 톰 허피치, 스카일러 페이지                 | 2012년 10월 22일 | 2012년 11월 21일 | 1008-104  | 2.59              |

### 시즌 5 (2012~14)
| 전체 번호 | 시즌 번호 | 제목 한국어판 제목                                               | 감독                          | 작가                                    | 본 방송 날짜     | 한국 방송 날짜   | 제작 번호 | 시청자 수 (100만) |
| --------- | --------- | ---------------------------------------------------------------- | ----------------------------- | --------------------------------------- | ---------------- | ---------------- | --------- | ----------------- |
| 105       | 1         | "Finn the Human" "'핀'이라는 인간"                               | 래리 레이클리터d 네이트 캐시s | 톰 허피치, 제시 모이니핸                | 2012년 11월 12일 | 2013년 9월 11일  | 1014-105  | 3.44              |
| 106       | 2         | "Jake the Dog" "'제이크'라는 개"                                 | 래리 레이클리터d 애덤 무토s   | 콜 산체스, 리베카 슈거                  | 2012년 11월 12일 | 2013년 9월 11일  | 1014-106  | 3.44              |
| 107       | 3         | "Five More Short Graybles" "또 다른 다섯 가지 이야기"            | 래리 레이클리터d 네이트 캐시c | 톰 허피치, 스티브 울프하드              | 2012년 11월 19일 | 2013년 9월 12일  | 1014-107  | 2.60              |
| 108       | 4         | "Up a Tree" "나무 위 세상"                                       | 래리 레이클리터d 애덤 무토c   | 스카일러 페이지, 솜빌레이 제이어폰      | 2012년 11월 26일 | 2013년 9월 12일  | 1014-108  | 2.38              |
| 109       | 5         | "All the Little People" "작은 녀석들"                            | 래리 레이클리터d 네이트 캐시c | 아코 카스투에라, 제시 모이니핸          | 2012년 12월 3일  | 2013년 9월 18일  | 1014-109  | 2.53              |
| 110       | 6         | "Jake the Dad" "제이크, 아빠 되다"                               | 래리 레이클리터d 네이트 캐시c | 톰 허피치, 스티브 울프하드              | 2013년 1월 7일   | 2013년 9월 19일  | 1014-111  | 3.19              |
| 111       | 7         | "Davey" "데이비"                                                 | 래리 레이클리터d 애덤 무토c   | 스카일러 페이지, 솜빌레이 제이어폰      | 2013년 1월 14일  | 2013년 9월 19일  | 1014-112  | 2.31              |
| 112       | 8         | "Mystery Dungeon" "지하 감옥의 미스터리"                         | 래리 레이클리터d 네이트 캐시s | 아코 카스투에라, 제시 모이니핸          | 2013년 1월 21일  | 2013년 9월 25일  | 1014-113  | 2.71              |
| 113       | 9         | "All Your Fault" "전부 다 너 때문이야"                           | 래리 레이클리터d 네이트 캐시c | 톰 허피치, 스티브 울프하드              | 2013년 1월 28일  | 2013년 9월 25일  | 1014-115  | 2.71              |
| 114       | 10        | "Little Dude" "꼬마 친구"                                        | 애덤 무토s                    | 마이클 디포지, 콜 산체스                | 2013년 2월 4일   | 2013년 9월 26일  | 1014-114  | 2.60              |
| 115       | 11        | "Bad Little Boy" "나쁜 소년"                                     | 래리 레이클리터d 네이트 캐시c | 콜 산체스, 리베카 슈거                  | 2013년 2월 18일  | 2013년 9월 18일  | 1014-110  | 3.08              |
| 116       | 12        | "Vault of Bones" "해골들의 지하 감옥"                            | 애덤 무토s                    | 켄트 오즈번, 솜빌레이 제이어폰          | 2013년 2월 25일  | 2013년 9월 26일  | 1014-116  | 2.70              |
| 117       | 13        | "The Great Bird Man" "위대한 새 인간"                            | 네이트 캐시s                  | 아코 카스투에라, 제시 모이니핸          | 2013년 3월 4일   | 2013년 10월 2일  | 1014-117  | 2.58              |
| 118       | 14        | "Simon & Marcy" "사이먼과 마르셀린"                              | 애덤 무토s                    | 콜 산체스, 리베카 슈거                  | 2013년 3월 25일  | 2013년 10월 2일  | 1014-118  | 2.60              |
| 119       | 15        | "A Glitch Is a Glitch" "오류는 오류다"                           | 데이비드 오라일리g            | 데이비드 오라일리                       | 2013년 4월 1일   | 2013년 10월 3일  | 1014-120  | 2.00              |
| 120       | 16        | "Puhoy" "푸호이"                                                 | 네이트 캐시s                  | 톰 허피치, 스티브 울프하드              | 2013년 4월 8일   | 2013년 10월 3일  | 1014-119  | 2.75              |
| 121       | 17        | "BMO Lost" "길 잃은 비모"                                        | 네이트 캐시s                  | 톰 허피치, 스티브 울프하드              | 2013년 4월 15일  | 2013년 10월 9일  | 1014-123  | 2.39              |
| 122       | 18        | "Princess Potluck" "모여라 파티"                                 | 애덤 무토s                    | 켄트 오즈번, 콜 산체스                  | 2013년 4월 22일  | 2013년 10월 10일 | 1014-122  | 2.27              |
| 123       | 19        | "James Baxter the Horse" "'제임스 벡스터'라는 말"                | 애덤 무토s                    | 펜들턴 워드, 솜빌레이 제이어폰          | 2013년 5월 6일   | 2013년 10월 10일 | 1014-124  | 2.21              |
| 124       | 20        | "Shh!" "쉬!"                                                     | 엘리자베스 이토s              | 그레이엄 폴크                           | 2013년 5월 13일  | 2013년 10월 16일 | 1014-129  | 2.35              |
| 125       | 21        | "The Suitor" "청혼자"                                            | 네이트 캐시s                  | 제시 모이니핸, 토머스 웰먼              | 2013년 5월 20일  | 2013년 10월 16일 | 1014-130  | 2.41              |
| 126       | 22        | "The Party's Over, Isla de Señorita" "파티는 끝났다"             | 엘리자베스 이토s              | 켄트 오즈번, 콜 산체스                  | 2013년 5월 27일  | 2013년 10월 17일 | 1014-131  | 2.11              |
| 127       | 23        | "One Last Job" "마지막으로 한 건"                                | 네이트 캐시s                  | 아코 카스투에라, 제시 모이니핸          | 2013년 6월 10일  | 2013년 10월 9일  | 1014-121  | 2.38              |
| 128       | 24        | "Another Five More Short Graybles" "또 또 다른 다섯 가지 이야기" | 네이트 캐시s                  | 톰 허피치, 스티브 울프하드              | 2013년 6월 17일  | 2013년 10월 17일 | 1014-132  | 2.27              |
| 129       | 25        | "Candy Streets" "캔디 거리"                                      | 엘리자베스 이토s              | 루크 피어슨, 솜빌레이 제이어폰          | 2013년 6월 24일  | 2013년 10월 24일 | 1014-133  | 2.09              |
| 130       | 26        | "Wizards Only, Fools" "오직 마법사만"                            | 네이트 캐시s                  | 제시 모이니핸, 토머스 웰먼              | 2013년 7월 1일   | 2013년 10월 24일 | 1014-134  | 2.50              |
| 131       | 27        | "Jake Suit" "제이크를 입다!"                                     | 엘리자베스 이토s              | 켄트 오즈번, 콜 산체스                  | 2013년 7월 15일  | 2014년 1월 22일  | 1014-135  | 2.46              |
| 132       | 28        | "Be More" "비모의 고향"                                          | 네이트 캐시s                  | 톰 허피치, 스티브 울프하드              | 2013년 7월 22일  | 2014년 1월 23일  | 1014-136  | 2.67              |
| 133       | 29        | "Sky Witch" "하늘 마녀 '마자'"                                   | 네이트 캐시s                  | 아코 카스투에라, 제시 모이니핸          | 2013년 7월 29일  | 2014년 1월 30일  | 1014-138  | 2.08              |
| 134       | 30        | "Frost & Fire" "얼음대왕과 불꽃공주"                             | 엘리자베스 이토s              | 루크 피어슨, 솜빌레이 제이어폰          | 2013년 8월 5일   | 2014년 1월 29일  | 1014-137  | 3.01              |
| 135       | 31        | "Too Old" "연상의 한계"                                          | 네이트 캐시s                  | 톰 허피치, 스티브 울프하드              | 2013년 8월 12일  | 2014년 2월 6일   | 1014-140  | 2.38              |
| 136       | 32        | "Earth & Water" "솔직하게 말해"                                  | 엘리자베스 이토s              | 수 킴, 솜빌레이 제이어폰                | 2013년 9월 2일   | 2014년 2월 12일  | 1014-141  | 1.86              |
| 137       | 33        | "Time Sandwich" "타임 샌드위치"                                  | 엘리자베스 이토s              | 켄트 오즈번, 콜 산체스                  | 2013년 9월 9일   | 2014년 2월 5일   | 1014-139  | 1.98              |
| 138       | 34        | "The Vault" "쇼코 이야기"                                        | 네이트 캐시s                  | 아코 카스투에라, 제시 모이니핸          | 2013년 9월 16일  | 2014년 2월 13일  | 1014-142  | 2.26              |
| 139       | 35        | "Love Games" "러브 게임"                                         | 엘리자베스 이토s              | 켄트 오즈번, 앤디 리스타이노, 콜 산체스 | 2013년 9월 23일  | 2014년 2월 19일  | 추후 공개 | 2.02              |
| 140       | 36        | "Dungeon Train" "무한게임의 기차"                                | 네이트 캐시s                  | 톰 허피치, 스티브 울프하드              | 2013년 9월 30일  | 2014년 2월 20일  | 1014-144  | 2.04              |
| 141       | 37        | "Box Prince" "고양이 왕자님"                                     | 엘리자베스 이토s              | 수 킴, 솜빌레이 제이어폰                | 2013년 10월 7일  | 2014년 3월 5일   | 1014-145  | 1.99              |
| 142       | 38        | "Red Starved" "마르셀린을 조심해"                                | 네이트 캐시s                  | 아코 카스투에라, 제시 모이니핸          | 2013년 10월 14일 | 2014년 3월 6일   | 추후 공개 | 1.77              |
| 143       | 39        | "We Fixed a Truck" "트럭을 고쳐요"                               | 엘리자베스 이토s              | 앤디 리스타이노, 콜 산체스              | 2013년 10월 21일 | 2014년 6월 4일   | 추후 공개 | 2.02              |
| 144       | 40        | "Play Date" "놀이 친구"                                          | 엘리자베스 이토s              | 수 킴, 켄트 오즈번, 솜빌레이 제이어폰   | 2013년 11월 4일  | 2014년 6월 11일  | 1014-149  | 1.92              |
| 145       | 41        | "The Pit" "악마의 함정"                                          | 네이트 캐시s                  | 아코 카스투에라, 제시 모이니핸          | 2013년 11월 18일 | 2014년 6월 12일  | 추후 공개 | 2.27              |
| 146       | 42        | "James" "제임스"                                                 | 엘리자베스 이토s              | 앤디 리스타이노, 콜 산체스              | 2013년 11월 25일 | 2014년 6월 18일  | 1014-151  | 2.61              |
| 147       | 43        | "Root Beer Guy" "명탐정 루트비어"                                | 애덤 무토s                    | 그레이엄 폴크                           | 2013년 12월 2일  | 2014년 6월 19일  | 1014-153  | 1.84              |
| 148       | 44        | "Apple Wedding" "요절복통 결혼식"                                | 네이트 캐시s                  | 톰 허피치, 스티브 울프하드              | 2014년 1월 13일  | 2014년 6월 5일   | 1014-148  | 1.86              |
| 149       | 45        | "Blade of Grass" "풀의 검"                                       | 엘리자베스 이토s              | 수 킴, 솜빌레이 제이어폰                | 2014년 1월 20일  | 2014년 7월 2일   | 1014-154  | 2.61              |
| 150       | 46        | "Rattleballs" "검볼 수호자의 슬픈 사연"                          | 엘리자베스 이토s              | 앤디 리스타이노, 콜 산체스              | 2014년 1월 27일  | 2014년 7월 3일   | 1014-156  | 2.21              |
| 151       | 47        | "The Red Throne" "왕좌는 누구에게?"                              | 엘리자베스 이토s              | 수 킴, 솜빌레이 제이어폰                | 2014년 2월 10일  | 2014년 7월 9일   | 1014-158  | 2.11              |
| 152       | 48        | "Betty" "베티의 모험"                                            | 네이트 캐시s 애덤 무토s       | 아코 카스투에라, 제시 모이니핸          | 2014년 2월 24일  | 2014년 7월 10일  | 1014-155  | 1.71              |
| 153       | 49        | "Bad Timing" "시간 여행"                                         | 애덤 무토s                    | 켄트 오즈번, 펜들턴 워드                | 2014년 3월 3일   | 2014년 7월 17일  | 1014-160  | 1.45              |
| 154       | 50        | "Lemonhope" "레몬희망"                                           | 네이트 캐시s                  | 톰 허피치, 스티브 울프하드              | 2014년 3월 10일  | 2014년 6월 25일  | 1014-152  | 1.97              |
| 155       | 51        | "Lemonhope" "레몬희망"                                           | 네이트 캐시s                  | 톰 허피치, 스티브 울프하드              | 2014년 3월 10일  | 2014년 6월 26일  | 1014-157  | 1.97              |
| 156       | 52        | "Billy's Bucket List" "빌리의 버킷 리스트"                       | 네이트 캐시s 애덤 무토s       | 아코 카스투에라, 제시 모이니핸          | 2014년 3월 17일  | 2014년 7월 16일  | 1014-159  | 2.34              |

### 시즌 6 (2014~15)
| 전체 번호 | 시즌 번호 | 제목 한국어판 제목                                               | 슈퍼바이징 감독          | 작가                                          | 본 방송 날짜     | 한국 방송 날짜   | 제작 번호 | 시청자 수 (100만) |
| --------- | --------- | ---------------------------------------------------------------- | ------------------------ | --------------------------------------------- | ---------------- | ---------------- | --------- | ----------------- |
| 157       | 1         | "Wake Up" "잠에서 깨어나라"                                      | 엘리자베스 이토          | 앤디 리스타이노, 콜 산체스                    | 2014년 4월 21일  | 2014년 9월 15일  | 1025-166  | 3.32              |
| 158       | 2         | "Escape from the Citadel" "탈옥"                                 | 애덤 무토                | 톰 허피치, 스티브 울프하드                    | 2014년 4월 21일  | 2014년 9월 16일  | 1025-163  | 3.32              |
| 159       | 3         | "James II" "제임스2"                                             | 엘리자베스 이토          | 수 킴, 솜빌레이 제이어폰                      | 2014년 4월 28일  | 2014년 9월 22일  | 1025-164  | 2.03              |
| 160       | 4         | "The Tower" "우주로 가는 탑"                                     | 안드레스 살라프          | 톰 허피치, 스티브 울프하드                    | 2014년 5월 5일   | 2014년 9월 23일  | 1025-168  | 2.10              |
| 161       | 5         | "Sad Face" "파란 코"                                             | 애덤 무토                | 그레이엄 폴크                                 | 2014년 5월 12일  | 2014년 9월 29일  | 1025-162  | 1.77              |
| 162       | 6         | "Breezy" "브리지"                                                | 안드레스 살라프          | 데릭 발라드, 제시 모이니핸                    | 2014년 6월 5일   | 2014년 9월 30일  | 1025-165  | 2.27              |
| 163       | 7         | "Food Chain" "먹이 사슬"                                         | 유아사 마사아키g 최은영c | 유아사 마사아키                               | 2014년 6월 12일  | 2014년 10월 6일  | 1025-161  | 1.97              |
| 164       | 8         | "Furniture & Meat" "가구와 고기"                                 | 엘리자베스 이토          | 앤디 리스타이노, 콜 산체스                    | 2014년 6월 19일  | 2014년 10월 7일  | 1025-171  | 1.86              |
| 165       | 9         | "The Prince Who Wanted Everything" "배움의 뜻이 넘친 왕자"       | 애덤 무토                | 애덤 무토, 켄트 오즈번, 라일 파트리지, 윤대주 | 2014년 6월 26일  | 2014년 10월 13일 | 1025-167  | 2.48              |
| 166       | 10        | "Something Big" "인생의 목적"                                    | 안드레스 살라프          | 제시 모이니핸                                 | 2014년 7월 3일   | 2014년 12월 29일 | 1025-170  | 1.95              |
| 167       | 11        | "Little Brother" "형제"                                          | 엘리자베스 이토          | 매들린 플로레스, 애덤 무토                    | 2014년 7월 10일  | 2014년 12월 30일 | 1025-172  | 2.10              |
| 168       | 12        | "Ocarina" "흙피리"                                               | 안드레스 살라프          | 톰 허피치, 스티브 울프하드                    | 2014년 7월 17일  | 2015년 1월 5일   | 1025-173  | 1.86              |
| 169       | 13        | "Thanks for the Crabapples, Giuseppe!" "꽃사과 고마워, 쥬세피!"  | 엘리자베스 이토          | 수 킴, 솜빌레이 제이어폰                      | 2014년 7월 24일  | 2015년 1월 6일   | 1025-174  | 2.18              |
| 170       | 14        | "Princess Day" "공주의 날"                                       | 엘리자베스 이토          | 수 킴, 솜빌레이 제이어폰                      | 2014년 7월 31일  | 2014년 10월 14일 | 1025-169  | 1.91              |
| 171       | 15        | "Nemesis" "적수"                                                 | 안드레스 살라프          | 데릭 발라드, 제시 모이니핸                    | 2014년 8월 7일   | 2015년 1월 12일  | 1025-175  | 1.90              |
| 172       | 16        | "Joshua & Margaret Investigations" "조슈아와 마가렛 탐정 사무소" | 엘리자베스 이토          | 앤디 리스타이노, 콜 산체스                    | 2014년 8월 14일  | 2015년 1월 13일  | 1025-176  | 2.05              |
| 173       | 17        | "Ghost Fly" "유령 파리"                                          | 콜 산체스                | 그레이엄 폴크, 콜 산체스                      | 2014년 10월 28일 | 2015년 1월 19일  | 1025-181  | 1.30              |
| 174       | 18        | "Everything's Jake" "모든 것이 제이크"                           | 콜 산체스                | 수 킴, 솜빌레이 제이어폰                      | 2014년 11월 24일 | 2015년 1월 20일  | 1025-184  | 1.59              |
| 175       | 19        | "Is That You?" "정말 너야?"                                      | 안드레스 살라프          | 제시 모이니핸                                 | 2014년 11월 25일 | 2015년 1월 26일  | 1025-182  | 1.76              |
| 176       | 20        | "Jake the Brick" "벽돌 제이크"                                   | 켄트 오즈번              | 켄트 오즈번                                   | 2014년 11월 26일 | 2015년 1월 27일  | 1025-177  | 2.00              |
| 177       | 21        | "Dentist" "치과"                                                 | 안드레스 살라프          | 톰 허피치, 스티브 울프하드                    | 2014년 11월 28일 | 2015년 4월 1일   | 1025-188  | 1.40              |
| 178       | 22        | "The Cooler" "불꽃 왕국의 위기"                                  | 콜 산체스                | 앤디 리스타이노, 콜 산체스                    | 2014년 12월 4일  | 2015년 4월 2일   | 1025-186  | 1.84              |
| 179       | 23        | "The Pajama War" "파자마 전쟁"                                   | 콜 산체스                | 수 킴, 솜빌레이 제이어폰                      | 2015년 1월 8일   | 2015년 4월 8일   | 1025-189  | 2.04              |
| 180       | 24        | "Evergreen" "에버그린"                                           | 안드레스 살라프          | 톰 허피치, 스티브 울프하드                    | 2015년 1월 15일  | 2015년 4월 9일   | 1025-178  | 1.75              |
| 181       | 25        | "Astral Plane" "영혼의 세계"                                     | 안드레스 살라프          | 제시 모이니핸, 질리안 타마키                  | 2015년 1월 22일  | 2015년 4월 15일  | 1025-180  | 1.86              |
| 182       | 26        | "Gold Stars" "황금별"                                            | 엘리자베스 이토          | 수 킴, 솜빌레이 제이어폰                      | 2015년 1월 29일  | 2015년 4월 16일  | 1025-179  | 1.85              |
| 183       | 27        | "The Visitor" "혜성과 손님"                                      | 안드레스 살라프          | 톰 허피치, 스티브 울프하드                    | 2015년 2월 5일   | 2015년 2월 3일   | 1025-183  | 1.71              |
| 184       | 28        | "The Mountain" "매튜 산"                                         | 안드레스 살라프          | 샘 올던, 제시 모이니핸                        | 2015년 2월 12일  | 2015년 4월 23일  | 1025-187  | 1.67              |
| 185       | 29        | "Dark Purple" "수상한 보랏빛"                                    | 애덤 무토                | 슬론 렁, 애덤 무토                            | 2015년 2월 19일  | 2015년 4월 29일  | 1025-185  | 2.15              |
| 186       | 30        | "The Diary" "일기"                                               | 콜 산체스                | 질리안 타마키                                 | 2015년 2월 26일  | 2015년 4월 30일  | 1025-190  | 1.91              |
| 187       | 31        | "Walnuts & Rain" "호두와 비"                                     | 안드레스 살라프          | 톰 허피치                                     | 2015년 3월 5일   | 2015년 7월 20일  | 1025-193  | 1.68              |
| 188       | 32        | "Friends Forever" "친구여 영원하라"                              | 콜 산체스                | 앤디 리스타이노, 콜 산체스                    | 2015년 4월 16일  | 2015년 7월 21일  | 1025-191  | 1.57              |
| 189       | 33        | "Jermaine" "저메인"                                              | 안드레스 살라프          | 브랜던 그레이엄, 제시 모이니핸                | 2015년 4월 23일  | 2015년 7월 27일  | 1025-192  | 1.53              |
| 190       | 34        | "Chips & Ice Cream" "칩스 앤 아이스크림"                         | 콜 산체스                | 수 킴, 솜빌레이 제이어폰                      | 2015년 4월 30일  | 2015년 7월 28일  | 1025-194  | 1.69              |
| 191       | 35        | "Graybles 1000+" "이야기 1000+"                                  | 안드레스 살라프          | 스티브 울프하드                               | 2015년 5월 7일   | 2015년 8월 3일   | 1025-195  | 1.58              |
| 192       | 36        | "Hoots" "우주 부엉이의 사랑"                                     | 애덤 무토                | 켄트 오즈번, 앤디 리스타이노                  | 2015년 5월 14일  | 2015년 8월 4일   | 1025-196  | 1.54              |
| 193       | 37        | "Water Park Prank" "워터 파크 장난"                              | 데이비드 퍼거슨          | 데이비드 퍼거슨                               | 2015년 5월 21일  | 2016년 1월 5일   | 1025-202  | 1.42              |
| 194       | 38        | "You Forgot Your Floaties" "마법 요정과 베티"                    | 안드레스 살라프          | 제시 모이니핸                                 | 2015년 6월 1일   | 2015년 8월 10일  | 1025-197  | 1.57              |
| 195       | 39        | "Be Sweet" "다정하게"                                            | 엘리자베스 이토          | 수 킴, 솜빌레이 제이어폰                      | 2015년 6월 2일   | 2015년 8월 11일  | 1025-199  | 1.67              |
| 196       | 40        | "Orgalorg" "올가로그"                                            | 안드레스 살라프          | 그레이엄 폴크                                 | 2015년 6월 3일   | 2015년 8월 17일  | 1025-198  | 1.30              |
| 197       | 41        | "On the Lam" "도망자"                                            | 엘리자베스 이토          | 수 킴, 콜 산체스, 솜빌레이 제이어폰           | 2015년 6월 4일   | 2015년 8월 24일  | 1025-201  | 1.48              |
| 198       | 42        | "Hot Diggity Doom" "다가오는 운명"                               | 안드레스 살라프          | 톰 허피치, 스티브 울프하드                    | 2015년 6월 5일   | 2015년 8월 25일  | 1025-203  | 1.55              |
| 199       | 43        | "The Comet" "혜성"                                               | 엘리자베스 이토          | 제시 모이니핸, 앤디 리스타이노                | 2015년 6월 5일   | 2015년 8월 18일  | 1025-200  | 1.55              |

### 시즌 7 (2015~16)
| 전체 번호 | 시즌 번호 | 제목 한국어판 제목                                                       | 슈퍼바이징 감독                | 작가                              | 본 방송 날짜     | 한국 방송 날짜   | 제작 번호 | 시청자 수 (100만) |
| --------- | --------- | ------------------------------------------------------------------------ | ------------------------------ | --------------------------------- | ---------------- | ---------------- | --------- | ----------------- |
| 200       | 1         | "Bonnie & Neddy" "보니와 네디"                                           | 안드레스 살라프                | 톰 허피치, 스티브 울프하드        | 2015년 11월 2일  | 2015년 12월 21일 | 1034-209  | 1.07              |
| 201       | 2         | "Varmints" "해충"                                                        | 엘리자베스 이토                | 크리스 무카이, 애덤 무토          | 2015년 11월 3일  | 2015년 12월 22일 | 1034-208  | 1.31              |
| 202       | 3         | "Cherry Cream Soda" "체리 크림 소다"                                     | 애덤 무토                      | 그레이엄 폴크                     | 2015년 11월 4일  | 2015년 12월 28일 | 1034-206  | 1.22              |
| 203       | 4         | "Mama Said" "엄마가 그렇대"                                              | 엘리자베스 이토                | 크리스 무카이, 켄트 오즈번        | 2015년 11월 5일  | 2015년 12월 29일 | 1034-218  | 1.16              |
| 204       | 5         | "Football" "풋볼"                                                        | 안드레스 살라프                | 에밀리 파트리지, 루크 피어슨      | 2015년 11월 6일  | 2016년 1월 4일   | 1034-207  | 1.26              |
| 205       | 6         | "Marceline the Vampire Queen" (《Steakes》 1부) "뱀파이어 여왕 마르셀린" | 안드레스 살라프                | 아코 카스투에라, 제시 모이니핸    | 2015년 11월 16일 | 2016년 1월 11일  | 1034-212  | 1.87              |
| 206       | 7         | "Everything Stays" (《Steakes》 2부) "모든 것은 그대로"                  | 엘리자베스 이토                | 애덤 무토, 한나 K. 니스트롬       | 2015년 11월 16일 | 2016년 1월 12일  | 1034-213  | 1.87              |
| 207       | 8         | "Vamps About" (《Steakes》 3부) "뱀파이어의 귀환"                        | 안드레스 살라프                | 톰 허피치, 스티브 울프하드        | 2015년 11월 17일 | 2016년 1월 18일  | 1034-214  | 1.82              |
| 208       | 9         | "The Empress Eyes" (《Steakes》 4부) "엠프레스의 눈"                     | 엘리자베스 이토                | 수 킴, 솜빌레이 제이어폰          | 2015년 11월 17일 | 2016년 1월 19일  | 1034-215  | 1.82              |
| 209       | 10        | "May I Come In?" (《Steakes》 5부) "똑 똑 똑"                            | 애덤 무토                      | 에밀리 파트리지, 루크 피어슨      | 2015년 11월 18일 | 2016년 1월 25일  | 1034-216  | 1.85              |
| 210       | 11        | "Take Her Back" (《Steakes》 6부) "위기의 마르셀린"                      | 안드레스 살라프                | 아코 카스투에라, 제시 모이니핸    | 2015년 11월 18일 | 2016년 1월 26일  | 1034-217  | 1.85              |
| 211       | 12        | "Checkmate" (《Steakes》 7부) "이제 그만"                                | 엘리자베스 이토                | 아코 카스투에라, 제시 모이니핸    | 2015년 11월 19일 | 2016년 2월 1일   | 1034-222  | 1.70              |
| 212       | 13        | "The Dark Cloud" (《Steakes》 8부) "먹구름"                              | 안드레스 살라프                | 톰 허피치, 스티브 울프하드        | 2015년 11월 19일 | 2016년 2월 2일   | 1034-219  | 1.70              |
| 213       | 14        | "The More You Moe, the Moe You Know" "비모의 모, 모의 비모"              | 안드레스 살라프엘리자베스 이토 | 톰 허피치, 스티브 울프하드        | 2015년 12월 3일  | 2016년 7월 26일  | 1034-224  | 1.20              |
| 214       | 15        | "The More You Moe, the Moe You Know" "비모의 모, 모의 비모"              | 안드레스 살라프엘리자베스 이토 | 톰 허피치, 스티브 울프하드        | 2015년 12월 3일  | 2016년 7월 26일  | 1034-228  | 1.20              |
| 215       | 16        | "Summer Showers" "한여름의 소나기"                                       | 엘리자베스 이토                | 그레이엄 폴크                     | 2016년 1월 7일   | 2016년 7월 25일  | 1034-223  | 1.10              |
| 216       | 17        | "Angel Face" "앤젤 페이스"                                               | 엘리자베스 이토                | 수 킴, 솜빌레이 제이어폰          | 2016년 1월 11일  | 2016년 2월 8일   | 1034-210  | 1.11              |
| 217       | 18        | "President Porpoise Is Missing!" "돌고래 대통령 실종 사건"               | 안드레스 살라프                | 샘 올던, 켄트 오즈번              | 2016년 1월 12일  | 2016년 2월 9일   | 1034-211  | 1.21              |
| 218       | 19        | "Blank Eyed Girl" "텅 빈 눈의 소녀"                                      | 안드레스 살라프                | 수 킴, 솜빌레이 제이어폰          | 2016년 1월 13일  | 2016년 10월 31일 | 1034-220  | 1.12              |
| 219       | 20        | "Bad Jubies" "먹구름 스타일"                                             | 커스틴 레포어g                 | 커스틴 레포어                     | 2016년 1월 14일  | 2016년 7월 19일  | 1034-205  | 1.22              |
| 220       | 21        | "King's Ransom" "건터의 몸값"                                            | 애덤 무토                      | 한나 K. 니스트롬, 안드레스 살라프 | 2016년 1월 15일  | 2016년 7월 20일  | 1034-221  | 1.12              |
| 221       | 22        | "Scamps" "사기"                                                          | 엘리자베스 이토                | 켄트 오즈번, 솜빌레이 제이어폰    | 2016년 1월 21일  | 2016년 7월 27일  | 1034-225  | 1.45              |
| 222       | 23        | "Crossover" "갈림길"                                                     | 안드레스 살라프                | 샘 올던, 제시 모이니핸            | 2016년 1월 28일  | 2016년 8월 1일   | 1034-226  | 1.13              |
| 223       | 24        | "The Hall of Egress" "이그레스의 방"                                     | 안드레스 살라프                | 톰 허피치                         | 2016년 3월 5일   | 2016년 8월 2일   | 1034-227  | 1.24              |
| 224       | 25        | "Flute Spell" "플루트 주문"                                              | 안드레스 살라프                | 샘 올던, 제시 모이니핸            | 2016년 3월 12일  | 2016년 8월 8일   | 1034-231  | 1.01              |
| 225       | 26        | "The Thin Yellow Line" "재주꾼 바나나 경비들"                            | 애덤 무토                      | KC 그린, 에밀리 파트리지          | 2016년 3월 19일  | 2016년 8월 10일  | 1034-233  | 1.15              |

### 시즌 8 (2016~17)
| 전체 번호 | 시즌 번호 | 제목 한국어판 제목                                                      | 슈퍼바이징 감독 | 작가                                    | 본 방송 날짜     | 한국 방송 날짜   | 제작 번호 | 시청자 수 (100만) |
| --------- | --------- | ----------------------------------------------------------------------- | --------------- | --------------------------------------- | ---------------- | ---------------- | --------- | ----------------- |
| 226       | 1         | "Broke His Crown" "왕관 속으로"                                         | 엘리자베스 이토 | 아코 카스투에라, 한나 K. 니스트롬       | 2016년 3월 26일  | 2016년 8월 16일  | 1034-234  | 1.13              |
| 227       | 2         | "Don't Look" "보지 마"                                                  | 엘리자베스 이토 | 수 킴, 솜빌레이 제이어폰                | 2016년 4월 2일   | 2016년 8월 3일   | 1034-230  | 1.13              |
| 228       | 3         | "Beyond the Grotto" "연못 저 편에"                                      | 안드레스 살라프 | 수 킴, 솜빌레이 제이어폰                | 2016년 4월 9일   | 2016년 8월 17일  | 1034-235  | 1.06              |
| 229       | 4         | "Lady Rainicorn of the Crystal Dimension" "크리스털 차원에 간 무지개콘" | 엘리자베스 이토 | 그레이엄 폴크                           | 2016년 4월 16일  | 2016년 8월 9일   | 1034-232  | 0.90              |
| 230       | 5         | "I Am a Sword" "나는 검이다"                                            | 안드레스 살라프 | 샘 올던, 제시 모이니핸                  | 2016년 4월 23일  | 2016년 8월 18일  | 1034-236  | 0.91              |
| 231       | 6         | "Bun Bun" "빵빵"                                                        | 엘리자베스 이토 | 수 킴, 솜빌레이 제이어폰                | 2016년 5월 5일   | 2016년 8월 23일  | 1034-240  | 1.01              |
| 232       | 7         | "Normal Man" "마법없정"                                                 | 안드레스 살라프 | 샘 올던, 제시 모이니핸                  | 2016년 5월 12일  | 2016년 12월 28일 | 1034-241  | 1.38              |
| 233       | 8         | "Elemental" "얼음의 정령"                                               | 엘리자베스 이토 | 켄트 오즈번                             | 2016년 5월 19일  | 2017년 1월 4일   | 1034-242  | 1.17              |
| 234       | 9         | "Five Short Tables" "다섯 가지 테이블"                                  | 엘리자베스 이토 | 크리스 무카이, 알렉스 숀월드            | 2016년 5월 26일  | 2016년 8월 22일  | 1034-237  | 1.36              |
| 235       | 10        | "The Music Hole" "음악 동굴"                                            | 안드레스 살라프 | 폴리 구오, 안드레스 살라프              | 2016년 6월 23일  | 2016년 8월 24일  | 1034-239  | 1.15              |
| 236       | 11        | "Daddy-Daughter Card Wars" "부녀 카드 전쟁"                             | 안드레스 살라프 | 애덤 무토, 스티브 울프하드              | 2016년 7월 7일   | 2016년 8월 29일  | 1034-238  | 1.16              |
| 237       | 12        | "Preboot" "새로운 만남"                                                 | 애덤 무토       | 애덤 무토, 알렉스 숀월드                | 2016년 11월 19일 | 2017년 1월 11일  | 1034-243  | 0.77              |
| 238       | 13        | "Reboot" "재시동"                                                       | 엘리자베스 이토 | 톰 허피치, 스티브 울프하드              | 2016년 11월 19일 | 2017년 1월 18일  | 1034-244  | 0.77              |
| 239       | 14        | "Two Swords" "두 개의 검"                                               | 콜 산체스       | 톰 허피치, 스티브 울프하드              | 2017년 1월 23일  | 2017년 5월 18일  | 1042-248  | 0.88              |
| 240       | 15        | "Do No Harm" "해하지 말라"                                              | 콜 산체스       | 로라 크네츠거, 에밀리 파트리지          | 2017년 1월 23일  | 2017년 5월 24일  | 1042-249  | 0.88              |
| 241       | 16        | "Wheels" "돌고 또 돌고"                                                 | 엘리자베스 이토 | 그레이엄 폴크, 샤메인 버헤이건          | 2017년 1월 24일  | 2017년 5월 10일  | 1042-245  | 0.91              |
| 242       | 17        | "High Strangeness" "머나먼 세계"                                        | 엘리자베스 이토 | 샘 올던, 펜들턴 워드                    | 2017년 1월 25일  | 2017년 5월 11일  | 1042-246  | 0.95              |
| 243       | 18        | "Horse and Ball" "말과 공"                                              | 콜 산체스       | 수 킴, 솜빌레이 제이어폰                | 2017년 1월 26일  | 2017년 5월 17일  | 1042-247  | 0.76              |
| 244       | 19        | "Jelly Beans Have Power" "젤리빈의 힘"                                  | 콜 산체스       | 한나 K. 니스트롬, 알렉스 숀월드         | 2017년 1월 27일  | 2017년 5월 25일  | 1042-250  | 0.91              |
| 245       | 20        | "The Invitation"(《Islands》 1부) "초대"                                | 엘리자베스 이토 | 샘 올던, 폴리 구오                      | 2017년 1월 30일  | 2017년 6월 6일   | 1042-251  | 1.20              |
| 246       | 21        | "Whipple the Happy Dragon"(《Islands》 2부) "행복한 용 위플"            | 엘리자베스 이토 | 수 킴, 솜빌레이 제이어폰                | 2017년 1월 30일  | 2017년 6월 6일   | 1042-252  | 1.20              |
| 247       | 22        | "Mysterious Island"(《Islands》 3부) "미스터리 섬"                      | 콜 산체스       | 톰 허피치, 스티브 울프하드              | 2017년 1월 31일  | 2017년 6월 6일   | 1042-253  | 1.09              |
| 248       | 23        | "Imaginary Resources"(《Islands》 4부) "꿈같은 현실"                    | 엘리자베스 이토 | 그레이엄 폴크, 펜들턴 워드              | 2017년 1월 31일  | 2017년 6월 6일   | 1042-254  | 1.09              |
| 249       | 24        | "Hide and Seek"(《Islands》 5부) "숨바꼭질"                             | 엘리자베스 이토 | 한나 K. 니스트롬, 알렉스 숀월드         | 2017년 2월 1일   | 2017년 6월 6일   | 1042-255  | 1.01              |
| 250       | 25        | "Min & Marty"(《Islands》 6부) "미네르바와 마티"                        | 콜 산체스       | 샘 올던, 켄트 오즈번                    | 2017년 2월 1일   | 2017년 6월 6일   | 1042-256  | 1.01              |
| 251       | 26        | "Helpers"(《Islands》 7부) "조력자들"                                   | 엘리자베스 이토 | 톰 허피치, 스티브 울프하드              | 2017년 2월 2일   | 2017년 6월 6일   | 1042-257  | 1.00              |
| 252       | 27        | "The Light Cloud"(《Islands》 8부) "빛의 구름"                          | 콜 산체스       | 그레이엄 폴크, 애덤 무토, 알렉스 숀월드 | 2017년 2월 2일   | 2017년 6월 6일   | 1042-258  | 1.00              |

### 시즌 9 (2017)
| 전체 번호 | 시즌 번호 | 제목 한국어판 제목                                      | 슈퍼바이징 감독 | 작가                            | 본 방송 날짜    | 한국 방송 날짜  | 제작 번호 | 시청자 수 (100만) |
| --------- | --------- | ------------------------------------------------------- | --------------- | ------------------------------- | --------------- | --------------- | --------- | ----------------- |
| 253       | 1         | "Orb" "구름"                                            | 엘리자베스 이토 | 알렉스 숀월드, 애덤 무토        | 2017년 4월 21일 | 2017년 7월 26일 | 1042-259  | 0.71              |
| 254       | 2         | "Skyhooks"(《Elements》 1부) "하늘 고리"                | 콜 산체스       | 샘 올던, 폴리 구오              | 2017년 4월 24일 | 2018년 2월 16일 | 1042-260  | 0.83              |
| 255       | 3         | "Bespoken For"(《Elements》 2부) "이야기를 듣다"        | 엘리자베스 이토 | 솜빌레이 제이어폰, 수 킴        | 2017년 4월 24일 | 2018년 2월 16일 | 1042-261  | 0.83              |
| 256       | 4         | "Winter Light"(《Elements》 3부) "겨울의 빛"            | 콜 산체스       | 스티브 울프하드, 로라 크네츠거  | 2017년 4월 25일 | 2018년 2월 16일 | 1042-262  | 0.98              |
| 257       | 5         | "Cloudy"(《Elements》 4부) "클라우디"                   | 엘리자베스 이토 | 그레이엄 폴크, 켄트 오즈번      | 2017년 4월 25일 | 2018년 2월 16일 | 1042-263  | 0.98              |
| 258       | 6         | "Slime Central"(《Elements》 5부) "끈끈이의 중심으로"   | 엘리자베스 이토 | 알렉스 숀월드, 한나 K. 니스트롬 | 2017년 4월 26일 | 2018년 2월 16일 | 1042-264  | 0.92              |
| 259       | 7         | "Happy Warrior"(《Elements》 6부) "행복한 전사들"       | 콜 산체스       | 샘 올던, 폴리 구오              | 2017년 4월 26일 | 2018년 2월 16일 | 1042-265  | 0.92              |
| 260       | 8         | "Hero Heart"(《Elements》 7부) "영웅의 심장"            | 엘리자베스 이토 | 솜빌레이 제이어폰, 수 킴        | 2017년 4월 27일 | 2018년 2월 16일 | 1042-266  | 0.90              |
| 261       | 9         | "Skyhooks II"(《Elements》 8부) "하늘 고리 2"           | 콜 산체스       | 스티브 울프하드                 | 2017년 4월 27일 | 2018년 2월 16일 | 1042-267  | 0.90              |
| 262       | 10        | "Abstract" "추상화"                                     | 애덤 무토       | 그레이엄 폴크, 로라 크네츠거    | 2017년 7월 17일 | 2017년 8월 2일  | 1042-268  | 0.77              |
| 263       | 11        | "Ketchup" "밀린 이야기"                                 | 엘리자베스 이토 | 솜빌레이 제이어폰, 수 킴        | 2017년 7월 18일 | 2017년 8월 23일 | 1042-271  | 0.67              |
| 264       | 12        | "Fionna and Cake and Fionna" "피오나와 케이크와 피오나" | 엘리자베스 이토 | 알렉스 숀월드, 한나 K. 니스트롬 | 2017년 7월 19일 | 2017년 8월 9일  | 1042-269  | 0.69              |
| 265       | 13        | "Whispers" "속삭임"                                     | 콜 산체스       | 샘 올던, 폴리 구오              | 2017년 7월 20일 | 2017년 8월 16일 | 1042-270  | 0.76              |
| 266       | 14        | "Three Buckets" "세 개의 양동이"                        | 콜 산체스       | 톰 허피치, 스티브 울프하드      | 2017년 7월 21일 | 2017년 8월 30일 | 1042-272  | 0.85              |

### 시즌 10 (2017~18)
| 전체 번호 | 시즌 번호 | 제목 한국어판 제목                       | 슈퍼바이징 감독                | 작가 | 본 방송 날짜     | 한국 방송 날짜   | 제작 번호 | 시청자 수 (100만) |
| --------- | --------- | ---------------------------------------- | ------------------------------ | --- | ---------------- | ---------------- | --------- | ----------------- |
| 267       | 1         | "The Wild Hunt" "괴물 사냥"              | 콜 산체스                      | 샘 올던, 에릭 파운틴, 폴리 구오                                                                               | 2017년 9월 17일  | 2018년 5월 4일   | 1054-275  | 0.77              |
| 268       | 2         | "Always BMO Closing" "판매왕 비모"       | 다이애나 라피아티스            | 그레이엄 폴크, 켄트 오즈번                                                                                    | 2017년 9월 17일  | 2018년 5월 4일   | 1054-273  | 0.77              |
| 269       | 3         | "Son of Rap Bear" "랩 베어의 아들"       | 다이애나 라피아티스            | 수 킴, 솜빌레이 제이어폰                                                                                      | 2017년 9월 17일  | 2018년 5월 4일   | 1054-276  | 0.77              |
| 270       | 4         | "Bonnibel Bubblegum" "보니벨 버블검"     | 다이애나 라피아티스            | 한나 K. 니스트롬, 알렉스 숀월드                                                                               | 2017년 9월 17일  | 2018년 5월 4일   | 1054-274  | 0.77              |
| 271       | 5         | "Seventeen" "열일곱"                     | 콜 산체스                      | 수 킴, 솜빌레이 제이어폰                                                                                      | 2017년 12월 17일 | 2018년 8월 17일  | 1054-281  | 0.76              |
| 272       | 6         | "Ring of Fire" "반지의 여정"             | 콜 산체스                      | 톰 허피치, 스티브 울프하드                                                                                    | 2017년 12월 17일 | 2018년 8월 17일  | 1054-277  | 0.76              |
| 273       | 7         | "Marcy & Hunson" "마시와 헌슨"           | 콜 산체스                      | 그레이엄 폴크, 애덤 무토                                                                                      | 2017년 12월 17일 | 2018년 8월 17일  | 1054-278  | 0.76              |
| 274       | 8         | "The First Investigation" "첫 번째 사건" | 다이애나 라피아티스            | 한나 K. 니스트롬, 알렉스 숀월드                                                                               | 2017년 12월 17일 | 2018년 8월 17일  | 1054-279  | 0.76              |
| 275       | 9         | "Blenanas" "블레나나"                    | 다이애나 라피아티스            | 샘 올던, 패트릭 맥헤일                                                                                        | 2018년 3월 18일  | 2018년 9월 24일  | 1054-280  | 0.53              |
| 276       | 10        | "Jake the Starchild" "별에서 온 제이크"  | 콜 산체스                      | 한나 K. 니스트롬, 알렉스 숀월드                                                                               | 2018년 3월 18일  | 2018년 9월 24일  | 1054-283  | 0.53              |
| 277       | 11        | "Temple of Mars" "화성의 전당"           | 다이애나 라피아티스            | 톰 허피치, 스티브 울프하드                                                                                    | 2018년 3월 18일  | 2018년 9월 24일  | 1054-282  | 0.53              |
| 278       | 12        | "Gumbaldia" "검볼디아"                   | 다이애나 라피아티스            | 샘 올던, 그레이엄 폴크                                                                                        | 2018년 3월 18일  | 2018년 9월 24일  | 1054-284  | 0.53              |
| 280       | 13        | "Come Along with Me" "모두 다 함께"      | 콜 산체스, 다이애나 라티파이스 | 톰 허피치, 스티브 울프하드, 수 킴, 솜빌레이 제이어폰, 한나 K. 니스트롬, 알렉스 숀월드, 샘 올던, 그레이엄 폴크 | 2018년 9월 3일   | 2018년 12월 23일 | 1054-285  | 0.92              |
| 281       | 14        | "Come Along with Me" "모두 다 함께"      | 콜 산체스, 다이애나 라티파이스 | 톰 허피치, 스티브 울프하드, 수 킴, 솜빌레이 제이어폰, 한나 K. 니스트롬, 알렉스 숀월드, 샘 올던, 그레이엄 폴크 | 2018년 9월 3일   | 2018년 12월 23일 | 1054-286  | 0.92              |
| 282       | 15        | "Come Along with Me" "모두 다 함께"      | 콜 산체스, 다이애나 라티파이스 | 톰 허피치, 스티브 울프하드, 수 킴, 솜빌레이 제이어폰, 한나 K. 니스트롬, 알렉스 숀월드, 샘 올던, 그레이엄 폴크 | 2018년 9월 3일   | 2018년 12월 23일 | 1054-287  | 0.92              |
| 283       | 16        | "Come Along with Me" "모두 다 함께"      | 콜 산체스, 다이애나 라티파이스 | 톰 허피치, 스티브 울프하드, 수 킴, 솜빌레이 제이어폰, 한나 K. 니스트롬, 알렉스 숀월드, 샘 올던, 그레이엄 폴크 | 2018년 9월 3일   | 2018년 12월 23일 | 1054-288  | 0.92              |

## 단편

### DVD 단편
이 단편은 첫 번째 시즌 DVD에 처음 수록되었다.
| 번호                                                                           | 제목       | 작가      | 공개 날짜       |
| ------------------------------------------------------------------------------ | ---------- | --------- | --------------- |
| 1                                                                              | "The Wand" | 톰 허피치 | 2012년 7월 10일 |
| 핀과 제이크가 제멋대로인 요술 지팡이를 막기 위해 얼음 대왕의 도움을 받게 된다. |            |           |                 |

### 〈Graybles Allsorts〉 단편
제작진들이 〈Graybles Allsorts〉라 부르는 이 단편은 여섯 번째 시즌 방영 중 제작되었으며, 2015년 카툰네트워크 홈페이지를 통해 처음 공개되었다. 원래 〈Sow, Do You Like Them Apples〉가 마지막으로 업로드될 예정이었으나 실제로는 세 번째 에피소드로 업로드되었다. 이 단편들은 일곱 번째 시즌 DVD에 수록되었다.
| 번호                                                                                                 | 제목                                                       | 수퍼바이징 감독 | 작가            | 공개 날짜       | 대한민국 방송 날짜 | 제작 번호 |
| --- | ---------------------------------------------------------- | --------------- | --------------- | --------------- | ------------------ | --------- |
| 1 | "All's Well That Rats Swell" "생쥐와의 결투"               | 안드레스 살라프 | 스티브 울프하드 | 2015년 7월 6일  | 2016년 7월 18일    | 1025-204A |
| 비모가 찬장 속에서 밀가루 포대를 뜯던 쥐와 결투를 벌인다.                                            |                                                            |                 |                 |                 |                    |           |
| 2 | "Have You Seen the Muffin Mess" "머핀 재앙"                | 안드레스 살라프 | 스티브 울프하드 | 2015년 8월 3일  | 2016년 7월 18일    | 1025-204B |
| 버블검 공주가 계속 늘어나는 머핀을 없애기 위해 핀과 제이크를 부른다.                                 |                                                            |                 |                 |                 |                    |           |
| 3 | "Sow, Do You Like Them Apples" "돼지와 사과를 좋아하세요?" | 안드레스 살라프 | 제네바 호지슨   | 2015년 10월 1일 | 2016년 7월 18일    | 1025-204D |
| 배가 고픈 얼음 대왕과 마르셀린이 먹을 것을 찾아 떠난다.                                              |                                                            |                 |                 |                 |                    |           |
| 4 | "The Gift That Reaps Giving" "삶과 죽음의 선물"            | 안드레스 살라프 | 폴리 구오       | 2015년 11월 1일 | 2016년 7월 18일    | 1025-204C |
| 죽음(Death, 미겔 페러)이 자신의 여자 친구 생명(Life, 힌든 월치)에게 믹스 테이프를 만들어주려고 한다. |                                                            |                 |                 |                 |                    |           |

### 〈Frog Seasons〉 단편
이 에피소드 중 처음 4편은 “《어드벤처 타임》 단편”(Adventure Time shorts)이라는 이름으로 2016년 4월 2일부터 4월 30일까지 카툰 네트워크에서 방영되었으며, 마지막 1편은 인터넷을 통해 공개되었다. 내용은 핀과 제이크가 왕관을 든 개구리가 왕관을 쓰는 것을 보기 위해 각 계절별로 쫓아다니는 내용을 담고 있다. 마지막 편의 결말을 통해 이 내용이 계속해서 반복된다는 사실을 알 수 있다. 이 단편들은 일곱 번째 시즌 DVD에 수록되었다.
| 번호 | 제목                           | 수퍼바이징 감독 | 작가             | 공개 날짜       | 제작 번호 |
| ---- | ------------------------------ | --------------- | ---------------- | --------------- | --------- |
| 1    | "Frog Seasons, Spring"         | 엘리자베스 이토 | 한나 K. 니스트롬 | 2016년 4월 2일  | 1034-229A |
| 2    | "Frog Seasons, Summer"         | 엘리자베스 이토 | 애덤 무토        | 2016년 4월 9일  | 1034-229B |
| 3    | "Frog Seasons, Autumn"         | 엘리자베스 이토 | 한나 K. 니스트롬 | 2016년 4월 16일 | 1034-229C |
| 4    | "Frog Seasons, Winter"         | 엘리자베스 이토 | 애덤 무토        | 2016년 4월 23일 | 1034-229D |
| 5    | "Frog Seasons, Spring (Again)" | 엘리자베스 이토 | 한나 K. 니스트롬 | 2016년 4월 30일 | 1034-229E |

## 특별

### 〈Diamonds and Lemons〉 (2018)
2017년 11월 17일, 마이크로소프트의 게임 스튜디오인 모장에서 제작한 보너스 에피소드인 〈Diamonds and Lemons〉가 2018년 여름에 방영할 것이라는 소식이 전해졌다. 해당 에피소드는 모장의 비디오 게임인 《마인크래프트》를 활용하였다. 애덤 무토에 따르면 이 에피소드는 마지막 시즌과는 별도로 제작되었다.
| 전체 번호 | 시즌 번호 | 제목 한국어판 제목                        | 감독                                          | 작가                            | 본 방송 날짜    | 대한민국 방송 날짜 | 제작 번호 | 시청자 수 (100만) |
| --------- | --------- | ----------------------------------------- | --------------------------------------------- | ------------------------------- | --------------- | ------------------ | --------- | ----------------- |
| 279       | 1         | "Diamonds and Lemons" "다이아몬드와 레몬" | 애덤 무토(슈퍼바이징) 린지 폴라드(애니메이션) | 한나 K. 니스트롬, 애나 시버트슨 | 2018년 7월 20일 | 2018년 8월 25일    | XXX-289   | 1.02              |

## 홈 미디어

### DVD 발매
| DVD 제목                      | 시즌             | 화면비 | 에피소드 수 | 전체 시간 | 발매 날짜        |
| ----------------------------- | ---------------- | ------ | ----------- | --------- | ---------------- |
| My Two Favorite People        | 1, 2             | 16:9   | 12          | 137분     | 2011년 9월 27일  |
| It Came From the Nightosphere | 1, 2, 3          | 16:9   | 16          | 176분     | 2012년 3월 6일   |
| Jake vs. Me-Mow               | 1, 2, 3, 4       | 16:9   | 16          | 176분     | 2012년 10월 2일  |
| Fionna and Cake               | 2, 3, 4          | 16:9   | 16          | 176분     | 2013년 2월 19일  |
| Jake the Dad                  | 4, 5             | 16:9   | 16          | 176분     | 2013년 9월 17일  |
| The Suitor                    | 1, 2, 3, 4, 5    | 16:9   | 16          | 176분     | 2014년 5월 6일   |
| Princess Day                  | 2, 3, 4, 5, 6    | 16:9   | 16          | 176분     | 2014년 7월 29일  |
| Adventure Time and Friends    | 1, 2, 3, 4       | 16:9   | 8           | 88분      | 2014년 10월 7일  |
| Finn the Human                | 3, 4, 5, 6       | 16:9   | 16          | 176분     | 2014년 11월 25일 |
| Frost & Fire                  | 1, 3, 4, 5, 6    | 16:9   | 16          | 176분     | 2015년 3월 3일   |
| The Enchiridion               | 1, 2, 3, 4, 5, 6 | 16:9   | 16          | 176분     | 2015년 10월 6일  |
| Stakes                        | 7                | 16:9   | 8           | 88분      | 2016년 1월 19일  |
| Card Wars                     | 3, 4, 5, 6, 7, 8 | 16:9   | 16          | 176분     | 2016년 7월 12일  |
| Islands                       | 8                | 16:9   | 8           | 88분      | 2017년 1월 24일  |

| DVD 제목                    | 시즌 | 화면비 | 에피소드 수 | 전체 시간 | 발매 날짜        |
| --------------------------- | ---- | ------ | ----------- | --------- | ---------------- |
| The Complete First Season   | 1    | 16:9   | 26          | 286분     | 2012년 7월 10일  |
| The Complete Second Season  | 2    | 16:9   | 26          | 286분     | 2013년 6월 4일   |
| The Complete Third Season   | 3    | 16:9   | 26          | 286분     | 2014년 2월 25일  |
| The Complete Fourth Season  | 4    | 16:9   | 26          | 286분     | 2014년 10월 7일  |
| The Complete Fifth Season   | 5    | 16:9   | 52          | 572분     | 2015년 7월 14일  |
| The Complete Sixth Season   | 6    | 16:9   | 43          | 473분     | 2016년 10월 11일 |
| The Complete Seventh Season | 7    | 16:9   | 26          | 286분     | 2017년 7월 18일  |
| The Final Seasons           | 8~10 | 16:9   | 57          | 627분     | 2018년 9월 4일   |
| The Complete Collection     | 1~10 | 16:9   | 283         | 3113분    | 2019년 4월 30일  |

| DVD 제목                        | 시즌 | 화면비 | 에피소드 수 | 전체 시간 | 발매 날짜        |
| ------------------------------- | ---- | ------ | ----------- | --------- | ---------------- |
| Season 1: Volume 1              | 1    | 16:9   | 10          | 109분     | 2011년 10월 5일  |
| Season 1: Volume 2              | 1    | 16:9   | 8           | 88분      | 2011년 10월 5일  |
| Season 1: Volume 3              | 1    | 16:9   | 8           | 88분      | 2011년 10월 5일  |
| Season 1                        | 1    | 16:9   | 26          | 286분     | 2013년 12월 9일  |
| Season 2                        | 2    | 16:9   | 22          | 242분     | 2014년 10월 20일 |
| Season 3                        | 3    | 16:9   | 21          | 216분     | 2016년 3월 7일   |
| The Complete First Season       | 1    | 16:9   | 26          | 286분     | 2019년 10월 21일 |
| The Complete Second Season      | 2    | 16:9   | 26          | 286분     | 2019년 10월 21일 |
| The Complete Third Season       | 3    | 16:9   | 26          | 286분     | 2019년 10월 21일 |
| The Complete Fourth Season      | 4    | 16:9   | 26          | 286분     | 2019년 10월 21일 |
| The Complete Fifth Season       | 5    | 16:9   | 52          | 572분     | 2019년 11월 25일 |
| Complete Seasons 1–5 Collection | 1~5  | 16:9   | 156         | 1716분    | 2019년 11월 25일 |

| DVD 제목                             | 시즌 | 화면비 | 에피소드 수 | 전체 시간 | 발매 날짜        |
| ------------------------------------ | ---- | ------ | ----------- | --------- | ---------------- |
| The Complete First Season            | 1    | 16:9   | 26          | 286분     | 2012년 11월 17일 |
| The Complete Second Season           | 2    | 16:9   | 26          | 286분     | 2013년 9월 4일   |
| The Complete Third Season            | 3    | 16:9   | 26          | 286분     | 2014년 5월 5일   |
| The Complete Fourth Season           | 4    | 16:9   | 26          | 286분     | 2014년 11월 12일 |
| The Complete Fifth Season – Part 1   | 5    | 16:9   | 26          | 286분     | 2015년 9월 16일  |
| The Complete Fifth Season – Part 2   | 5    | 16:9   | 26          | 286분     | 2015년 11월 4일  |
| Adventure Time: Seasons 1–5 Boxset   | 1~5  | 16:9   | 156         | 1716분    | 2015년 11월 11일 |
| The Completely Complete Fifth Season | 5    | 16:9   | 52          | 572분     | 2016년 5월 10일  |
| The Complete Sixth Season            | 6    | 16:9   | 43          | 473분     | 2016년 11월 16일 |
| The Complete Seventh Season          | 7    | 16:9   | 26          | 286분     | 2017년 11월 22일 |
| The Complete Eighth Season           | 8    | 16:9   | 27          | 297분     | 2018년 11월 28일 |
| The Complete Ninth Season            | 9    | 16:9   | 14          | 154분     | 2018년 12월 19일 |
| The Complete Tenth Season            | 10   | 16:9   | 16          | 176분     | 2019년 2월 20일  |
| The Complete Collection              | 1~10 | 16:9   | 283         | 3113분    | 2020년 7월 22일  |

### 블루레이 발매
| 블루레이 제목              | 시즌 | 화면비 | 에피소드 수 | 전체 시간 | 발매 날짜        |
| -------------------------- | ---- | ------ | ----------- | --------- | ---------------- |
| The Complete First Season  | 1    | 16:9   | 26          | 286분     | 2013년 6월 4일   |
| The Complete Second Season | 2    | 16:9   | 26          | 286분     | 2013년 6월 4일   |
| The Complete Third Season  | 3    | 16:9   | 26          | 286분     | 2014년 2월 25일  |
| The Complete Fourth Season | 4    | 16:9   | 26          | 286분     | 2014년 10월 7일  |
| The Complete Fifth Season  | 5    | 16:9   | 52          | 572분     | 2015년 7월 14일  |
| The Complete Sixth Season  | 6    | 16:9   | 43          | 473분     | 2016년 10월 11일 |

| 블루레이 제목                        | 시즌 | 화면비 | 에피소드 수 | 전체 시간 | 발매 날짜        |
| ------------------------------------ | ---- | ------ | ----------- | --------- | ---------------- |
| The Complete First Season            | 1    | 16:9   | 26          | 286분     | 2013년 4월 9일   |
| The Complete Second Season           | 2    | 16:9   | 26          | 286분     | 2013년 9월 4일   |
| The Complete Third Season            | 3    | 16:9   | 26          | 286분     | 2014년 5월 3일   |
| The Complete Fourth Season           | 4    | 16:9   | 26          | 286분     | 2014년 11월 12일 |
| Adventure Time Seasons 1–4 Boxset    | 1~4  | 16:9   | 104         | 1144분    | 2014년 11월 12일 |
| The Complete Fifth Season – Part 1   | 5    | 16:9   | 26          | 286분     | 2015년 9월 16일  |
| The Complete Fifth Season – Part 2   | 5    | 16:9   | 26          | 286분     | 2015년 11월 4일  |
| The Completely Complete Fifth Season | 5    | 16:9   | 52          | 572분     | 2016년 5월 10일  |
| The Complete Sixth Season            | 6    | 16:9   | 43          | 473분     | 2016년 11월 16일 |
| The Complete Seventh Season          | 7    | 16:9   | 26          | 286분     | 2017년 11월 22일 |
| The Complete Eighth Season           | 8    | 16:9   | 27          | 297분     | 2018년 11월 28일 |
| The Complete Seasons 1–8             | 1~8  | 16:9   | 252         | 2772분    | 2018년 11월 28일 |
| The Complete Ninth Season            | 9    | 16:9   | 14          | 154분     | 2018년 12월 19일 |
| The Complete Tenth Season            | 10   | 16:9   | 16          | 176분     | 2019년 2월 20일  |
| The Complete Collection (boxset)     | 1~10 | 16:9   | 283         | 3113분    | 2019년 12월 4일  |
| The Complete Collection (fatpack)    | 1~10 | 16:9   | 283         | 3113분    | 2020년 6월 24일  |

| 블루레이 제목                   | 시즌 | 화면비 | 에피소드 수 | 전체 시간 | 발매 날짜        |
| ------------------------------- | ---- | ------ | ----------- | --------- | ---------------- |
| The Complete First Season       | 1    | 16:9   | 26          | 286분     | 2019년 10월 21일 |
| The Complete Second Season      | 2    | 16:9   | 26          | 286분     | 2019년 10월 21일 |
| The Complete Third Season       | 3    | 16:9   | 26          | 286분     | 2019년 10월 21일 |
| The Complete Fourth Season      | 4    | 16:9   | 26          | 286분     | 2019년 10월 21일 |
| The Complete Fifth Season       | 5    | 16:9   | 52          | 572분     | 2019년 11월 25일 |
| Complete Seasons 1–5 Collection | 1~5  | 16:9   | 156         | 1716분    | 2019년 11월 25일 |

## 같이 보기
- 《어드벤처 타임: 머나먼 땅》
- 《어드벤처 타임: 피오나와 케이크》